# أم-95 ديكمان (دبابة)
أم-95 ديكمان هي دبابة قتالية كرواتية الصنع تم تطويرها في مصانع بمدينة سلافونسكي برود. وهي تعرف أيضا باسم RH-ALAN DEGMAN .

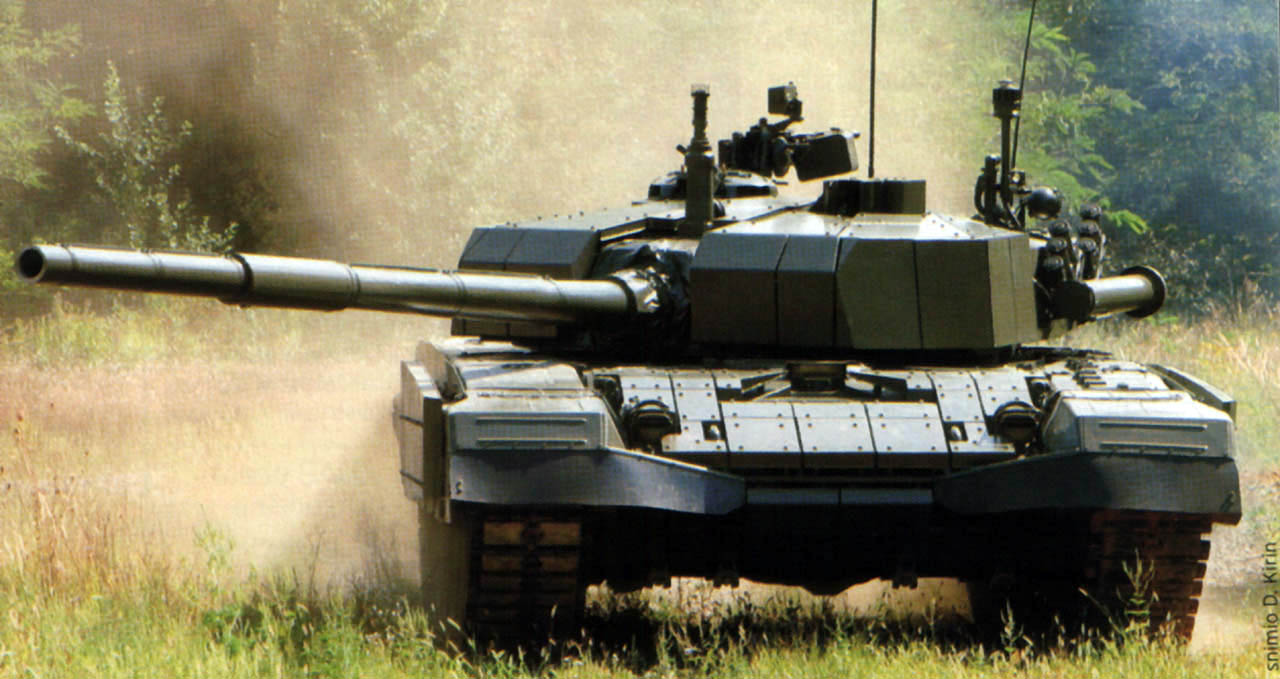
Degman 041

## المواصفات
أهم التحسينات السابقة في نسختها القديمة هو أن إم-84اليوغوسلافية تطورة على مدى 90 سنة الماضية، في تطبيق دروع تفاعلية.
التصوير الحراري قد تم تحسينه، ويمكنها الآن  أن تتحرك بمحرك 1200ch، ولديها أيضا خواص كثيرة من بينها: عدة للإتصالات الاسلكية وخاصية الشحن التلقائي. مع إمكانيت إطلاق تسع قدائف في الدقيقة.
حاليا لم يتم إنتاج سلسلة منها، لكن البرلمان الكرواتي طلب دبابتين من نوع M-95 و M-84D